# 通鉴纪事本末

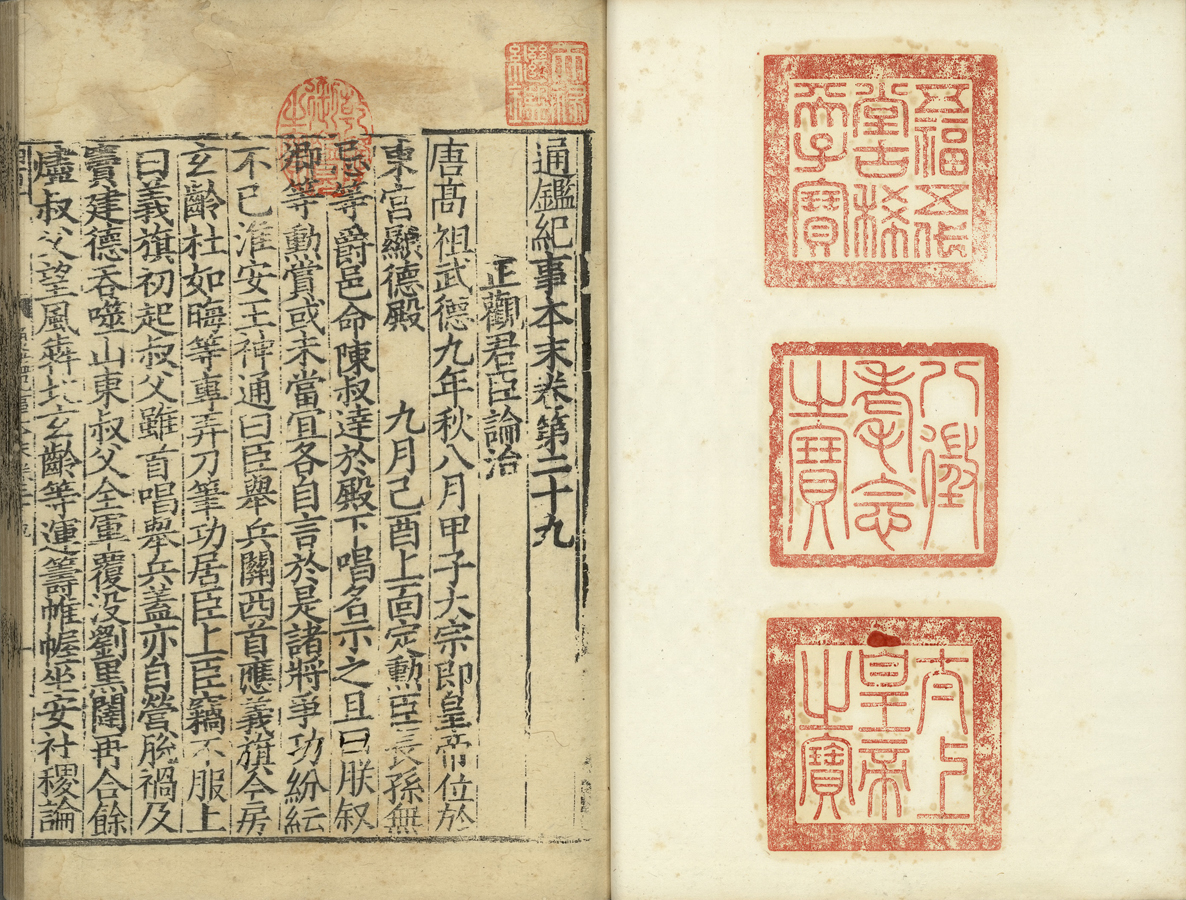
宋寶祐五年趙與𥲅湖州刊元明遞修本，台北國立故宮博物院藏。

《通鑑紀事本末》，南宋袁樞所撰，凡四十二卷。始於〈三家分晉〉，終於〈周世宗之征淮南〉，共1300多年。文字全抄司馬光的《資治通鑑》原文，只是撰寫方式改易。取《通鑑》所記之事，區別門目，分類編排。專以記事為主，每一事詳書始末，並自為標題，共記239事，另附錄66事。開“紀事本末體”之先河。為了方便閱讀，分為戰國至秦、兩漢、魏晉南北朝和隋唐五代四部分。
袁樞本無著書之意，惟读《通鑑》时，感到每件史事分散开，首尾难以稽考，为方便研读，便「因司馬光《資治通鑑》，区别门目，以类排纂，每事各详起讫，自为标题；每篇各编年月，自为首尾。」因此，南宋孝宗乾道九年（1173年）成书於嚴州郡學。
此書與《通鑑》一樣，具有强烈的正统立場。雖主要是抄錄原文，但他所加的239個標題，採用了「平」、「據」、「滅」、「叛」、「亂」、「篡」等各式的褒貶詞彙，充分表現他抱持著濃厚的正统觀念。如两汉时，以劉氏為正统，褒揚汉室，力贬对汉室不利的事。
他只希望重整《通鑑》的结构，及方便读者检索和阅读，并不打算改动原文。因此，此书的内容都是抄录《通鑑》原文，他只是加上标题，不擅加一字。
由於《通鑑》记「专取关国家兴衰，系生民休戚，善可为法，恶可为戒」的史事，而此书与其为本，所以内容也自然以政治和軍事為主，其它事一概不錄。在239個主題中，絕大部分是關於政治和軍事，關於經濟的則只有唐的《奸臣聚歛》和《兩稅之弊》，文化方面更是完全欠缺。
此書重視亂世歷史，如兩漢時只有43个标题，但魏晉時竟有103個標題，幾乎占全書標題數量的一半，可見袁樞側重分裂時期歷史的意向。而以朝代论，則注意「興」、「衰」史。因此，此書中各朝代的份量都是「兩頭大，中間小」，與《通鑑》「穷探治亂之迹」的宗旨一致。
朱熹另據《資治通鑑》編《通鑑綱目》，以蜀漢為正統。

## 評價
《通鑑紀事本末》史學地位崇高。袁樞編此書，旨在使君主容易閱讀，發揚司馬光《通鑑》「有資於治道」的精神，同時代的呂祖謙亦稱他：「掇其體之大者，區別終始，使司馬公之微旨，自是可考。躬其難而遺學者易。」因此，宋孝宗閱讀後，也賜給太子及統帥，更贊曰：「治道盡在是矣！」
「紀事本末體」的創立，對於重大事件有明確的標題，又依時間先後敘述，內容扼要，免去紀傳體的重複及編年體的支離破碎，省去讀者檢索的時間，對史料的整輯排比更有不少功勞。因此，此體裁與「紀傳體」、「編年體」鼎足而三，成為後世史家不可偏廢的成法。
朱熹稱此書：「其部居門，始終離合之間，又皆曲有微意。」、「錯綜溫公（司馬光）之書，乃國語之流」而《四庫全書總目》更言：「經緯明晰，節目詳具。前後始末，一覽瞭然，遂使紀傳、編年貫通為一，前古之所未有也。」梁啟超縱使不欣賞他，但卻言「善抄書者，可以為史學」，他認為「紀事本末體」最優，最符合其所謂「新史學」的理想。因此，他的史學地位，不在於發現新史料，也不在史識的高明，而在開創新的編寫史書方法。
自「紀事本末體」創立之後，後人不斷仿作。在南宋至明清為止，比較著名又流傳後世的纪事本末史著就不下幾十部，成為一個獨立的史學體系，期間更發展為「朝代紀事本末」與「專史紀事本末」两类。明陈邦瞻《宋史紀事本末》和清来保《平定金川方略》皆為兩者的例子。

但紀事本末也有不少缺點。錢穆指出：
|  | 他的書實不很好，不好就在他這紀事上。一部《通鑑紀事本末》，四十二卷，兩百三十八題。我們只看此兩百三十八題，便知此書有很大問題在裡面。如看第一卷：「三家分晉」、「秦併六國」、「豪傑亡秦」三題，第一題是因《通鑑》開始是東周天子承認三晉為諸侯，溫公認為一大事，故紀事本末亦以此開始。但下面好許多戰國史極重要，而他都闕了。不知三家分晉乃所以開出此下戰國之新局，而歷史重要是在演變到戰國史之後。他書不詳戰國，接下就是秦併六國了，則不免把全部戰國史都忽略了。有了一頭，有了一尾，沒有中段。 |

總結，此書的面世，是中國歷史编纂上的創舉，開創了與紀傳體、编年體鼎足而三的紀事本末体。因此，此書有著重要的史学地位。

## 主題
1. 三家分晋
2. 秦併六國
3. 豪傑亡秦
4. 高帝灭楚
5. 诸将之叛
6. 匈奴和親
7. 诸吕之变
8. 南越称藩
9. 七国之叛
10. 梁孝王骄纵
11. 汉通西南夷
12. 淮南谋反
13. 汉通西域
14. 武帝伐匈奴
15. 武帝平两越
16. 武帝击朝鲜
17. 武帝惑神怪
18. 巫蛊之祸
19. 燕盖谋逆
20. 霍光废立
21. 赵充国破羌
22. 匈奴归汉
23. 恭显用事
24. 成帝淫荒
25. 河决之患
26. 丁傅用事
27. 董贤嬖倖
28. 王莽篡汉
29. 光武中興
30. 光武平赤眉
31. 光武平渔阳
32. 光武平齐
33. 光武平陇蜀
34. 楚王英之狱
35. 马后抑外家
36. 窦氏专恣
37. 西域归附
38. 两匈奴叛服
39. 诸羌叛服
40. 鲜卑寇边
41. 嬖倖废立
42. 梁氏之变
43. 宦官亡汉（党锢之祸、董卓之乱）
44. 黃巾之亂
45. 韩马之叛
46. 袁绍讨公孙瓒
47. 曹操篡汉
48. 孙氏据江东
49. 刘备据蜀
50. 吴蜀通好
51. 诸葛亮出师（平南中）
52. 吴侵淮南
53. 魏平辽东
54. 明帝奢靡
55. 司马懿诛曹爽
56. 吴易太子
57. 诸葛恪寇淮南（孙綝逆节）
58. 魏灭蜀
59. 淮南三叛（文欽、毌丘俭、诸葛诞）
60. 司马氏篡魏
61. 晋灭吴
62. 羌胡之叛（树机能、齐万年）
63. 陈敏之叛
64. 西晋之乱（贾氏、诸王、胡羯、江左中兴）
65. 刘渊据平阳（杀太弟义）
66. 慕容据邺
67. 成李据蜀
68. 张氏据凉
69. 王敦平湘汉
70. 石勒寇河朔
71. 前赵平秦陇
72. 石勒灭前赵
73. 氐据仇池
74. 祖逖北伐
75. 王敦之乱
76. 苏峻之乱
77. 燕讨段辽（讨宇文）
78. 赵魏乱中原（冉闵灭石氏）
79. 江左经略中原
80. 桓温伐燕
81. 桓温灭蜀
82. 桓温废立
83. 苻氏据长安（苻坚篡立）
84. 苻秦灭凉
85. 苻秦灭燕
86. 慕容叛秦复燕（肥水之役、姚苌灭秦、慕容灭西燕）
87. 丁零叛燕
88. 拓跋兴魏
89. 魏伐后燕（慕容德据广固）
90. 伪楚之乱
91. 卢循之乱
92. 谯纵之乱
93. 吕光据姑臧
94. 乞伏据金城
95. 秃发据广武
96. 蒙逊据张掖
97. 秦灭后凉
98. 冯跋灭后燕
99. 蒙逊灭西凉
100. 乞伏灭南凉
101. 蒙逊伐西秦
102. 刘裕灭南燕
103. 刘裕灭后秦
104. 赫连据朔方
105. 魏灭北燕
106. 魏灭夏
107. 魏灭北凉
108. 魏平仇池
109. 刘裕篡晋
110. 元魏寇宋
111. 徐傅废立
112. 彭城王专政
113. 宋文图恢复
114. 宗爱逆节
115. 太子劭弑逆
116. 南郡王之叛
117. 竟陵王之叛
118. 废帝之乱
119. 宋明帝北伐
120. 萧道成篡宋
121. 魏迁洛阳
122. 萧鸾篡弑
123. 元魏寇齐
124. 萧衍篡齐
125. 南北交兵
126. 魏伐柔然
127. 肇忠用事
128. 邢峦寇巴西
129. 梁魏争淮堰
130. 元乂幽后
131. 六镇之叛
132. 元颢入洛
133. 元魏之乱
134. 魏分东西
135. 高氏篡东魏（北齐）
136. 宇文篡西魏（后周）
137. 侯景之乱
138. 梁氏乱亡（陈霸先篡梁）
139. 西魏取蜀
140. 萧勃据岭南
141. 王琳奔齐（陈伐齐）
142. 齐显祖狂暴（常山王篡立）
143. 安成王篡立（顼）
144. 周陈之叛
145. 宇文护逆节
146. 周伐齐（周齐争宜阳）
147. 吐谷浑盛衰
148. 周灭齐
149. 杨坚篡周
150. 始兴王谋逆
151. 隋灭陈
152. 隋易太子
153. 突厥朝隋
154. 隋讨高丽
155. 炀帝亡隋
156. 高祖兴唐
157. 唐平东都（李密、王世充）
158. 唐平河朔（窦建德）
159. 唐平陇右（薛举）
160. 唐平河西（李轨）
161. 唐平河东（刘武周）
162. 唐平江陵（萧铣）
163. 唐平江淮（杜伏威、李子通、沈法兴、辅公祏）
164. 唐平山东（刘黑闼）
165. 太宗平内难
166. 太宗易太子
167. 太宗平突厥
168. 唐平铁勒
169. 唐平西突厥
170. 太宗讨龟兹
171. 太宗平高昌
172. 太宗平吐谷浑
173. 贞观君臣论治
174. 唐平辽东
175. 吐蕃请和
176. 突厥叛唐
177. 唐平奚契丹
178. 武韦之祸
179. 太平公主谋逆
180. 李林甫专政
181. 奸臣聚歛
182. 杨氏之宠
183. 安史之乱
184. 刘展之叛
185. 李辅国用事（张后、程元振）
186. 仆固怀恩之叛（周智光）
187. 元载专权
188. 吐蕃入寇（代宗幸陕）
189. 兩稅之弊
190. 裴延龄奸蠹
191. 吐蕃叛盟
192. 藩镇连兵（泾原之变、李怀光之叛）
193. 伾文用事
194. 宪宗平蜀（劉闢）
195. 宪宗平吴（李錡）
196. 魏博归朝（田弘正）
197. 宪宗讨成德（王承宗）
198. 宪宗平淮蔡（吴元济、德宗讨吴少诚）
199. 宪宗讨淄青（李师道）
200. 河朔再叛
201. 南诏归附
202. 宦官弑逆（甘露之变）
203. 朋党之祸
204. 武宗平泽潞
205. 裘甫寇浙东
206. 庞勋之乱
207. 回鹘叛服
208. 吐蕃衰乱（唐复河湟）
209. 蛮导南诏入寇
210. 李克用归唐
211. 黄巢之乱
212. 藩镇之乱
213. 杨行密据淮南
214. 王建据蜀
215. 诸镇相攻
216. 朱温取淄青
217. 朱温篡唐（崔胤诛宦官）
218. 郢王篡弑
219. 李氏据凤翔（岐蜀相攻）
220. 钱氏据吴越（董昌僭逆）
221. 王氏据闽中
222. 刘氏据广州
223. 高氏据荆南
224. 徐氏篡吴
225. 马氏据湖南
226. 晋王灭燕
227. 后唐灭梁
228. 庄宗灭蜀
229. 邺都之变（李绍琛之叛）
230. 安重诲专权
231. 秦王之乱（潞王篡弑）
232. 契丹入寇
233. 孟知祥据蜀
234. 石晋篡唐
235. 范杨之叛（范延光、杨光远）
236. 契丹灭晋（刘知远复汴京）
237. 三叛连兵
238. 郭威篡汉（刘旻据河东）
239. 世宗征淮南